# Širak
Širak (armenski: Շիրակ) je jedna od deset pokrajina u Armeniji. Glavni grad joj je Gyumri.

## Karakteristike
Pokrajina Širak nalazi se u zapadnom dijelu Armenije, površina joj je 2.681 km² u njoj prema podacima iz 2002. godine živi 257.242 stanovnika, dok je prosječna gustoća naseljenosti 95 stanovnika na km².

## Administrativna podjela
Pokrajina je podjeljena na pet okruga i 119 općina od kojih su tri urbane, a 116 ruralnih.

## Granica
Širak graniči s Gruzijom i Turskom te armenskim pokrajinama:
- Lori - istok
- Aragacotn - jug

## Vanjske poveznice
- Službena stranica regije  Arhivirana inačica izvorne stranice od 6. svibnja 2021. (Wayback Machine)